# Martine Gyselbrecht
Martine Gyselbrecht (Gent, 11 april 1949) is een Belgisch textielontwerpster.

...Haar weefsels zijn niet alleen van een grote schoonheid, maar meer, ze vertonen ook technisch en industrieel inzicht. De stoffen van Martine zijn speciaal ontworpen en geweven voor de industrie maar blijven getuigen van hun artisanale oorsprong en benadering. Het experimentele, het artistieke en het industriële vinden er een evenwicht. Het resultaat is een collectie interieurstoffen die totaal nieuw overkomen in het genre.
— Johan Valcke, Henry Van de Velde Awards

## Opleiding
Martine Gyselbrecht behaalde haar aggregaat Lager Secundair Onderwijs Plastische Kunsten aan de Rijksnormaalschool in Gent, waarna ze een opleiding Kunstweven volgde aan het Stedelijk Textielinstituut Instituut in Gent. Vervolgende behaalde ze er ook een diploma Pre-industriële Weefkunde en Jacquard.

## Loopbaan
Tussen 1977 en 1995 doceerde Gyselbrecht de cursus "Vorm en kleur" aan de afdeling Kunstweven van het Stedelijk Textielinstituut in Gent. Vervolgend was ze van 1989 tot 1995 docente "Kantklossen, siersmeden, letters en decoratie" aan de afdeling Mode en Textiel van het KASK (Koninklijke Academie Schone Kunsten), Gent.
Ze combineerde deze onderwijsopdrachten steeds met een deeltijdse job als freelance textielontwerpster, wat ze zich vanaf 1995 voltijds aan zou toewijden.
In 2004 pakt ze uit met een eigen collectie Trait d’Union. Naast haar eigen collectie werkt Martine Gyselbrecht in opdracht van Belgische en buitenlandse bedrijven: Nash Andrea (Aalst), Deltracon (Ingelmunster), Escolys (Ingooigem), Van Maele Weavers (Tielt) , Fibertex (Wevelgem), Elitis, Verjans, Copa en Hunter Douglas.

## Werk
In alles wat ik doe, heb ik aandacht voor de combinatie inhoud, materiaal en techniek. Ook technische uitdagingen kunnen stimulerend zijn. Vroeger experimenteerde ik vooral met natuurlijke materialen: leer, vlas, papier, plantaardige elementen. Maar ik beleef er ook plezier aan om de nieuwste evoluties op de voet te volgen.
— Martine Gyselbrecht

Martine Gyselbrecht maakt haar ontwerpen rechtstreeks op het weefgetouw; creativiteit en weeftechniek gaan voor haar hand in hand. Door met textiel te experimenteren ontwikkelde ze een technische kennis van weeftechnieken en materialen.
De zoektocht naar interessante combinaties van materialen blijft een constante in haar werk. Sinds de late jaren 1990 combineert ze natuurlijke en synthetische garen. De resulterende stoffen worden gekenmerkt door contrasterende kleuren en texturen, transparantie, elasticiteit en reliëf. De juiste combinatie van materiaal, techniek en esthetiek is volgens Martine Gyselbrecht de belangrijkste voorwaarde voor een goed ontwerp.

## Prijzen
Martine Gyselbrecht viel tijdens haar loopbaan meermaals in de prijzen, zowel in binnen- als in buitenland.
- 1984: Prijs ITCB (Instituut voor Textiel en Confectie van België)
- 1986: Derde prijs textielwedstrijd Fondation de la Tapisserie
- 1988: Eerste Prijs Interieur-Textiel, uitgereikt door nv Kortrijkse Textielmaatschappij AFW Collection, uitgereikt tijdens Interieur, Kortrijk
- 1993: Prijs ‘Nikore Sen-i Shihun’, Japan Textile Paper Competion
- 2000: Henry van de Velde Award voor Beste Product (collectie ‘Trait d’Union; gebaseerd op het thema 'Heden Verleden en Toekomst). Ze ontving ook de Prijs 2000 van het Publiek.
- 2002: Provinciale Prijs voor Vormgeving Provincie Oost-Vlaanderen

## Tentoonstellingen
In 1981 stelde Gyselbrecht voor het eerst haar werk tentoon in een tentoonstelling op de Campo Santo begraafplaats in Sint-Amandsberg (Gent) samen met het kunstenaarscollectief "Werkgroep +".
Vanaf dan wordt haar werk geselecteerd voor talrijke tentoonstellingen in binnen- en buitenland.
- 1985: Deurle, Museum D’Hondt-Dhaenens  'Om en rond textiel'
- 1987: Milaan, Nationale Selectie ‘Grand Prix International du Lin’
- 1989: Rijsel, Salon des Créateurs
- 1990: Parijs, Projet ‘Lin d’Hiver’
- 1991: Kyoto, 3rd International Textile Fair (exposeert vlastapijten en meubelstoffen)
- 1992: Triënnale van Milaan
- 1993: Tokio (toont de ontwerpen Communication, Wire en Dialogues)
- 1994: Gent, Sint-Pietersabdij, ‘Stof tot nadenken’
- 1995: Gent, Museum voor Sierkunst en Vormgeving, '1e Triënnale voor Vormgeving' (met o.a. Bezinning, Meta’Phora, Communication Wire, Schommelstoel)
- 1998: Antwerpen, Gallerie Hilde Metz, 'Textiel van Martine Gyselbrecht, Katrien Rondelez, Francine Van der Biest, sieraden van Tine Vindevogel, Lucia Davanzo en Maria Rosa Franzin'[10]
- 2003: Gent, MIAT en Gentse binnenstad, 'STOF-E-RING'
- 2004: Melbourne (Australië), Design from Flanders (toont Crystal 2)
- 2005: Milaan, Galleria Paolo Curti  (toont haar collectie Trait d’Union)
- 2005: Frankfurt, Heimtex, (toont Woven Creations)
- 2016-2017: Gent, Design Museum Gent, 'Hands on Design. 8e Triënnale voor Vormgeving' (toont haar ontwerp Boro)[11]
- 2017: Gent, Design Museum Gent, 'Rechts / Averechts. Textiel tussen kunst & design'[12]

Martine Gyselbrecht schonk meermaals ontwerpen aan Design Museum Gent. In 1999 waren het verschillende stalen voor ameublementstoffen en stalen voor vloertapijten. Deze waren eerder getoond in de tentoonstelling 'Tweede Triënnale voor Vormgeving in Vlaanderen - een blik op de industriële vormgeving.' In 2001 was er een schenking naar aanleiding van de tentoonstelling ‘Forms from Flanders’.  In datzelfde jaar schonk De Story-Binding – Vereniging voor Kreatief Handweven (ook gekend als Textielinstituut Henry Story) uit Gent de reeks ‘Trait d’Union’. Na de tentoonstelling 'Hands on Design' schonk ze het ontwerp Boro.